# Ždírec v Podbezdězí
Ždírec (deutsch Siertsch) ist eine Gemeinde des Okres Česká Lípa in der Region Liberec im Norden der Tschechischen Republik.

## Geschichte
Erstmals urkundlich erwähnt wurde der Ort 1352.

## Gemeindegliederung
Die Gemeinde Ždírec besteht aus den Ortsteilen Ždírec (Siertsch), Bořejov (Borschim) und  Ždírecký Důl (Siertschergrund). Grundsiedlungseinheiten sind Bořejov und Ždírec.